# 大久保町站
大久保町站（日语：／ Ōkubomachi eki */?）是位於富山縣富山市下大久保（開業時為舊・上新川郡大久保町），富山地方鐵道（地鐵）笹津線的鐵路車站（廢站）。
在1969年（昭和44年）8月30日至廢線前，此站是急行列車的停車站（那列車班次只有早上和黃昏1個往返班次）。

## 歷史
- 1914年（大正3年）12月6日：富山輕便鐵道富山站（現時：電鐵富山站）至笹津站之間開通（富山輕便鐵道全線開通），此站啟用[2][3]。
- 1915年（大正4年）10月24日：公司名稱改為富山鐵道[3][4]。
- 1933年（昭和8年）4月20日：堀川新站（現時：南富山站）至笹津站之間的區間被廢除，此站也被廢除[2][3][4]。
- 1950年（昭和25年）9月1日：富山地方鐵道笹津線南富山站至此站之間重新開通，此站重開[2][3][4][5]。當時為一般車站[5]。
- 1952年（昭和27年）8月15日：此站至地鐵笹津站之間開通（笹津線全線開通），此站成為中途站[2][3][4]。
- 1967年（昭和42年）9月1日：廢除貨物起卸業務[2][3]。
- 1974年（昭和49年）
  - 7月10日：由於水災關係，熊野川鐵橋橋腳出現傾斜的情況，熊野站至此站之間暫停營運。此站成為地鐵笹津一方的終點站[1][3]。
  - 7月30日：暫停營運區間重開，此站回復正常運作[1][3]。
- 1975年（昭和50年）4月1日：笹津線廢除，此站也被廢除[2][3][4][5]。

## 車站構造
截至車站廢除前，此站是一座地面車站，設有1面2線的島式月台，當時可進行列車交會。西邊（站舍一方）為上行線，東邊為下行線。另外，靠近站舍一方的本線靠近南富山一方設有側線分支，該側線穿越站舍與本線之間，隨後與靠近站舍的本線匯合。
此站是職員配置車站。站舍在站內西邊，站舍與月台之間設有站內平交道連接。在月台上設有上蓋。另外，側線上也有月台，該月台的歷史可追溯到富山鐵道時代。
大部分日間列車班次會在此站進行列車交會。路籤方面，上野站至此站之間為「△」，此站至大澤野町八木山站之間為「□」。
在富山輕便鐵道（後來為富山鐵道）的時代，此站以停車場的型式營運。

## 車站周邊
此站是舊・上新川郡大久保町的中心車站，也是沿線中最大車站。在此站附近都是位處於神通川的沖積扇，因此附近的路段比較陡峭，於中途設置了「16.7‰」的坡度標記。
- 國道41號（越中東街道）
- 富山縣道35號立山山田線（日语：富山県道35号立山山田線）
- 熊野川（日语：熊野川 (富山県)）[1]

## 現狀
車站遺址變成道路和「下大久保停車場公園」。截至1998年（平成10年），站內還遺留了老櫻花樹。截至2007年（平成19年）9月，站舍處設置了公共廁所。截至2008年（平成20年）也是同樣，同時還保留了站前商店，至今仍有鐵路時代的痕跡。。
另外，在此站附近的路軌遺址變成了道路。截至2008年（平成20年）也是同樣，此站附近的路軌遺址變成富山縣道318號笹津安養寺線。

## 相鄰車站
富山地方鐵道
笹津線
伊豆之宮－大久保町－上大久保

## 注腳
1. 1 2 3 4 5 6 7 8 9 10 11 12 13 14 15  《RM LIBRARY 107 富山地鐵笹津·射水線》（著：服部重敬，NEKO PUBLISHING，2008年7月發行）25,28-29,47頁
2. 1 2 3 4 5 6  《日本鐵道旅行地圖帳 全線全站全廢線 6 北信越》（監修：今尾惠介，新潮社，2008年10月發行）38頁
3. 1 2 3 4 5 6 7 8 9 10  （著：寺田裕一，NEKO PUBLISHING，2010年12月發行）44-45,47頁
4. 1 2 3 4 5  （JTB出版，2010年4月發行）211頁
5. 1 2 3  （著：寺田裕一，JTB出版，2008年5月發行）165頁
6. 1 2 3 4 5  《富山廢線紀行》（著：草卓人，桂書房，2008年7月發行）80-81頁
7. ↑  （JTB出版，1998年6月發行）81頁
8. 1 2  （著：寺田裕一，JTB出版，2008年5月發行）80-83頁
9. ↑  （JTB出版，1998年6月發行）80頁

## 相關項目
- 日本鐵路車站列表 O